# Anatoly Pakhomov

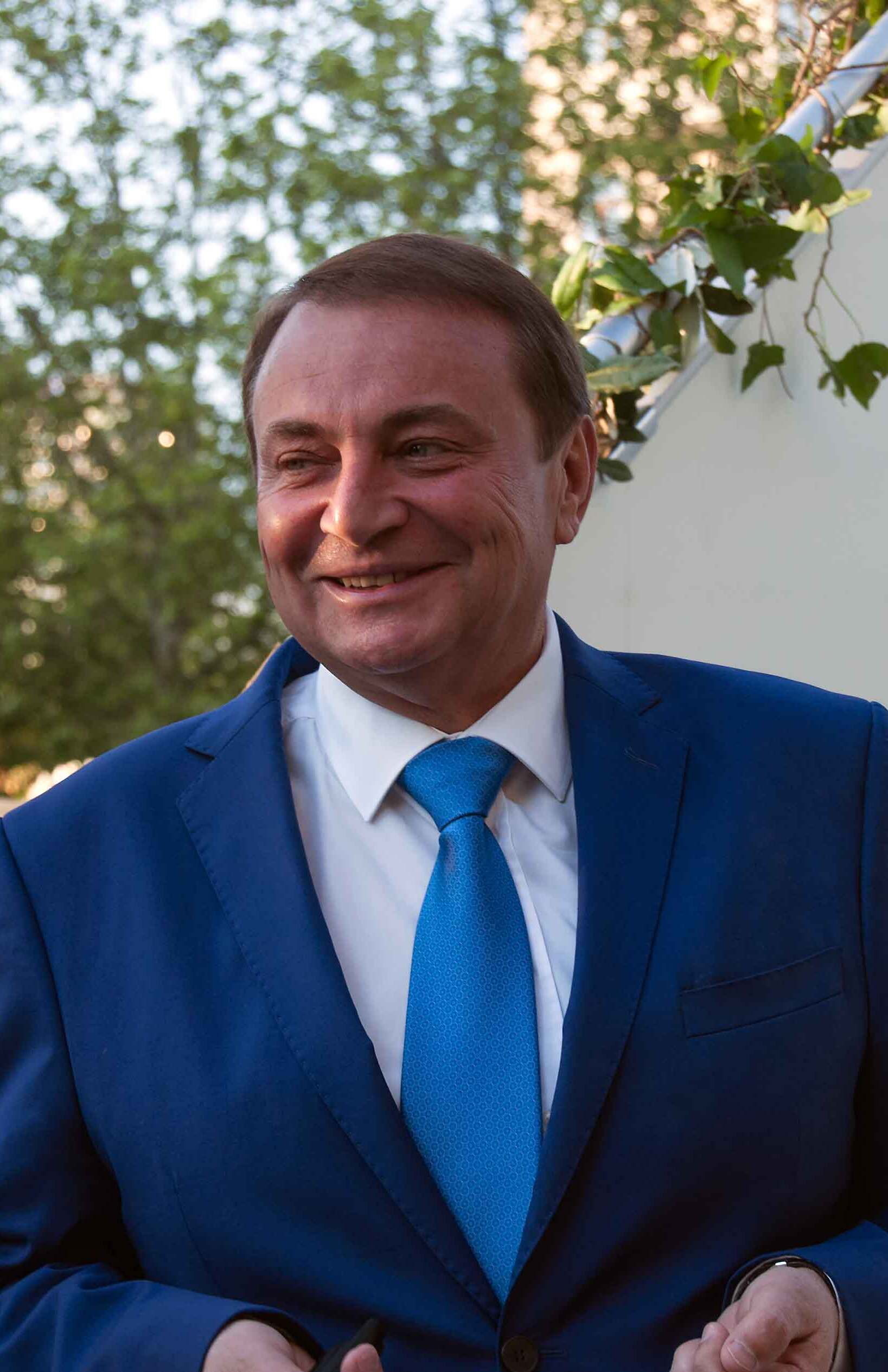
Anatoly Pakhomov de terno

Anatoly Pakhomov, em russo:  Анатолий Николаевич Пахомов é um político russo. Atualmente, está em exercício como prefeito de Sóchi, desde outubro de 2008.